# Savon Hartonen
Savon Hartonen är en sjö i kommunen Pertunmaa i landskapet Södra Savolax i Finland. Sjön ligger 84,7 meter över havet. Arean är 79 hektar och strandlinjen är 5,43 kilometer lång. Sjön  ingår i Kymmene älvs huvudavrinningsområde.   Den ligger omkring 37 kilometer sydväst om S:t Michel och omkring 180 kilometer nordöst om Helsingfors. 